# Arilalquilamina
As arilalquilaminas são moléculas compostas por grupamentos arila, alquila e amina.
Duas classes principais de arilalquilaminas incluem as indolilalquilaminas (exː triptaminas (indoliletilaminas)) e fenilalquilaminas (exː fenetilaminas e anfetaminas (fenilisopropilaminas)). Dentro dessas classes encontram-se diversos  neurotransmissores monoaminérgicos, assim como drogas de abuso e fármacos monoaminérgicos, incluindo psicoestimulantes,  anorexígenos, broncodilatadores, descongestionantes, antidepressivos, empatógenos, e psicodélicos,  entre outros.